# Minasteron tangens
Minasteron tangens är en spindelart som beskrevs av Baehr och Rudy Jocqué 2000. Minasteron tangens ingår i släktet Minasteron och familjen Zodariidae. Inga underarter finns listade i Catalogue of Life.